# Abbaye Saint-Anselme de Washington
L'abbaye Saint-Anselme (Saint Anselm's Abbey) est une abbaye bénédictine située à Washington aux États-Unis. Elle appartient à la congrégation bénédictine anglaise. Elle dirige une école secondaire de garçons.

## Histoire

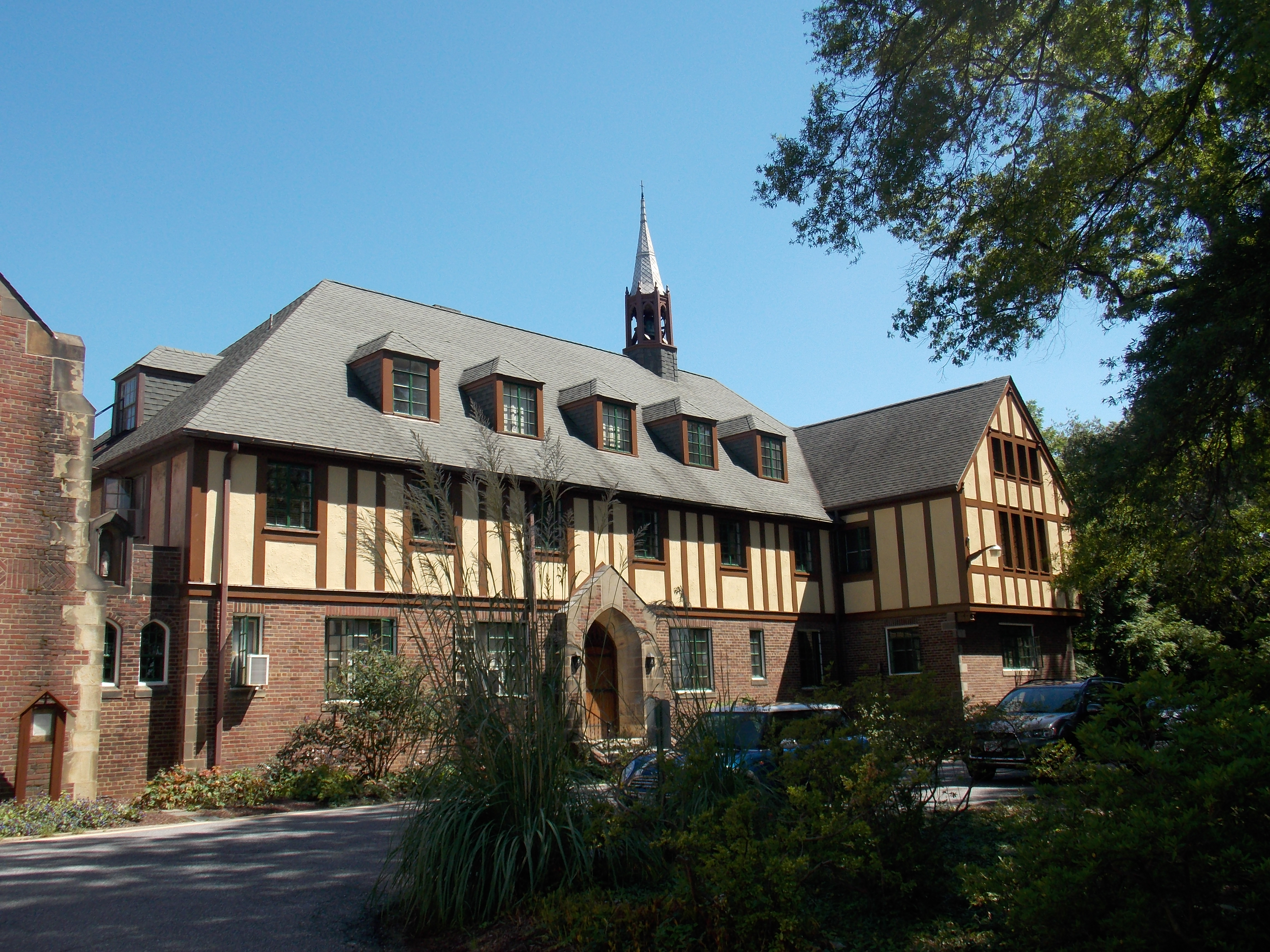
Vue de l'abbaye

Le prieuré Saint-Anselme a été fondé en 1923 par un groupe de catholiques menés par le P. Thomas Verner Moore. Des moines de l'abbaye de Fort Augustus (en) en Écosse (abbaye dissoute en 1998) viennent prêter main-forte à la fondation. L'abbaye est vouée à saint Anselme de Canterbury, moine bien connu pour son développement de l'argument ontologique de l'existence de Dieu.
Les moines s'installent d'abord dans une ancienne ferme, puis construisent leurs propres bâtiments sur une colline au-dessus de South Dakota Avenue en 1930. Ils sont agrandis en 1960.
L'abbaye est dirigée par le P. Simon McGurk, venu de l'abbaye de Belmont, depuis 2006. La communauté compte vingt moines pour la plupart impliqués dans le projet pédagogique de l'école, ou dans la Catholic University of America.

## Enseignement
Les bénédictins de Saint-Anselme, dirigés par le P. Thomas Verner Moore (qui deviendra plus tard le premier chartreux des États-Unis à la chartreuse de Sky Farm) ouvrent une école secondaire pour garçons, la Priory School en 1942, devenue la St. Anselm's Abbey School, lorsque Saint-Anselme accède au rang d'abbaye en 1961. Elle comptait 242 élèves en 2007 et fait partie de la Middle States Association of Colleges and Schools. Les cours de latin (trois ans) sont obligatoires, ainsi que l'étude des langues vivantes. 
Sa devise est Pax in sapienta.